# Кладово
Кладово (серб. кир.: Кладово, pronounced [klâdɔʋɔ]; рум. Cladova або Claudia) — місто та муніципалітет у Борському окрузі східної Сербії. Розташоване на правому березі річки Дунай. Населення міста становить 8 913 осіб, а населення муніципалітету становить 20 635 осіб (перепис 2011 року).

## Географія

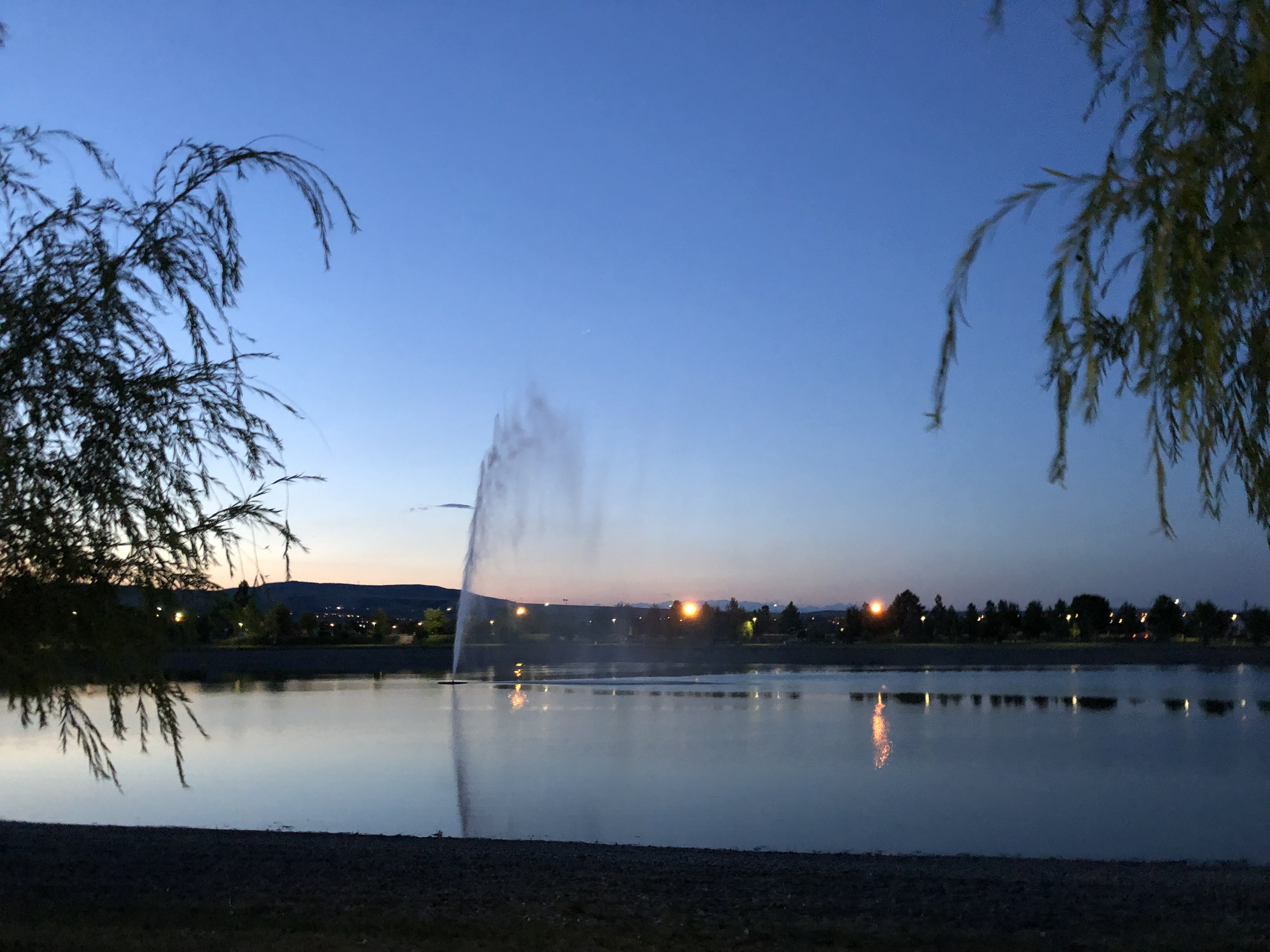
Озеро Кладово

На схід від міста розташовані піщаний район Кладовський піщар, ліси акариди та болотиста місцевість під назвою Кладовський Ріт, яка раніше була великим рибним ставком. Тут мешкає 140 видів птахів, з яких 80 гніздяться на території. Є змішані колонії малих бакланів і чапель, а з інших птахів — лебеді, орлани-білохвісти, європейські бджолоїдки та численні качки. Навколишня територія є місцем полювання на кабанів . Сусідні географічні місцевості, такі як Osojna та Lolićeva Česma, є популярними місцевими екскурсійними напрямками.

## Клімат
Кладово має вологий субтропічний клімат (класифікація клімату Кеппена: Cfa)
| Клімат Кладово         | Клімат Кладово | Клімат Кладово | Клімат Кладово | Клімат Кладово | Клімат Кладово | Клімат Кладово | Клімат Кладово | Клімат Кладово | Клімат Кладово | Клімат Кладово | Клімат Кладово | Клімат Кладово | Клімат Кладово |
| Показник               | Січ.           | Лют.           | Бер.           | Квіт.          | Трав.          | Черв.          | Лип.           | Серп.          | Вер.           | Жовт.          | Лист.          | Груд.          |                |
| Середній максимум, °C  | 5              | 6              | 11             | 18             | 23             | 27             | 29             | 30             | 25             | 19             | 12             | 6              |                |
| Середній мінімум, °C   | −1             | 0              | 3              | 8              | 13             | 16             | 18             | 19             | 14             | 10             | 5              | 0              |                |
| Норма опадів, мм       | 57             | 61             | 55             | 68             | 74             | 71             | 55             | 44             | 48             | 55             | 72             | 71             |                |
| ---------------------- | -------------- | -------------- | -------------- | -------------- | -------------- | -------------- | -------------- | -------------- | -------------- | -------------- | -------------- | -------------- | -------------- |
| Джерело: Meteoblue.com |                |                |                |                |                |                |                |                |                |                |                |                |                |

.

## Історія
Кераміка ранньої бронзової доби культури Костолац-Кокофені була знайдена в Доньє Буторке, Кладово, а також кілька мініатюрних ваз у формі качки 14 століття до нашої ери в Малій Врбіці та Корбово. У Корбовому знайдено некрополь доби бронзи з обрядами, кераміку (прикрашену меандром) та інші значні археологічні предмети.
У стародавні часи на цьому місці існувало укріплення біля мосту Траяна під назвою Занес/Понтес, територією керувало дакійське плем'я Альбоценз. У середні віки слов'яни заснували тут нове місто під назвою Нові Град (Новий Град), але у 1502 році його зруйнували угорці. Він був перебудований в 1524 році османами і отримав нову назву: Фетхі-Іслам (Fethülislam). За словами османського мандрівника Евлії Челебі, який відвідав місто в 1666 році, більшість його жителів розмовляли місцевою слов'янською мовою.  і турецькою мовою, тоді як деякі також розмовляли румунською. У 1784 році населення Кладова налічувало 140 мусульманських і 50 християнських дворів.
З 1929 по 1941 рік Кладово входило до складу Моравської бановини Королівства Югославії.

## Економіка
Основним бізнесом є гідроелектростанції Джердапа: Залізні ворота I та Залізні ворота II. Інші підприємства почали насамперед підтримувати будівництво та експлуатацію електростанції та місцевих жителів.
Населення сіл навколо Кладово здебільшого підтримується членами сімей, які працюють у країнах Західної Європи, сільське господарство є побічним видом діяльності, а не приносить дохід.
У наступній таблиці наведено попередній огляд загальної кількості зареєстрованих працівників юридичних осіб за основними видами діяльності (станом на 2018 рік):
| Діяльність                                                                  | Всього |
| --------------------------------------------------------------------------- | ------ |
| Сільське, лісове та рибне господарство                                      | 63     |
| Добування корисних копалин                                                  | 5      |
| Виробництво                                                                 | 1,302  |
| Постачання електроенергії, газу, пари та кондиціонування повітря            | 443    |
| Постачання води; каналізація, поводження з відходами та рекультивація       | 71     |
| Будівництво                                                                 | 73     |
| Оптова та роздрібна торгівля, ремонт автотранспортних засобів та мотоциклів | 809    |
| Транспортування та зберігання                                               | 129    |
| Послуги проживання та харчування                                            | 305    |
| Інформація та зв'язок                                                       | 77     |
| Фінансова та страхова діяльність                                            | 33     |
| Операції з нерухомістю                                                      | 2      |
| Професійна, наукова і технічна діяльність                                   | 82     |
| Адміністративно-допоміжна діяльність                                        | 98     |
| Державне управління та оборона; обов'язкове соціальне страхування           | 252    |
| Освіта                                                                      | 290    |
| Охорона здоров'я людини та соціальна робота                                 | 460    |
| Мистецтво, розваги та відпочинок                                            | 30     |
| Інші види послуг                                                            | 68     |
| Індивідуальні працівники сільського господарства                            | 139    |
| Всього                                                                      | 4,731  |